# Spy Kids 2 : Espions en herbe
Série Spy Kids
Spy Kids
(2001) Spy Kids 3 : Mission 3D
(2003)
Pour plus de détails, voir Fiche technique et Distribution.
Spy Kids 2 : Espions en herbe ou Espions en herbe 2 : L'Île des rêves envolés au Québec (Spy Kids 2: The Island of Lost Dreams) est un film américain réalisé par Robert Rodriguez, sorti en 2002. Second volet de la série de films Spy Kids, il fait suite à Spy Kids (2001) du même réalisateur.

## Synopsis
Alors que les deux jeunes espions Carmen et Juni Cortez sont invités à une soirée de l'OSS, le Transmuteur (Transmorpheur au Québec), un objet précieux appartenant à l'OSS est volé. Deux autres agents secrets de l'OSS sont envoyés pour récupérer l'objet, Gary et Gerti. Mais Carmen et Juni vont partir eux aussi en mission, une grosse surprise les attend...

## Fiche technique
Sauf indication contraire, les informations mentionnées dans cette section peuvent être confirmées par les bases de données cinématographiques IMDb et Allociné,  présentes dans la section « Liens externes ».
- Titre original : Spy Kids 2: The Island of Lost Dreams
- Titre français : Spy Kids 2 : Espions en herbe
- Titre québécois : Espions en herbe 2 : L'Île des rêves envolés
- Réalisation et scénario : Robert Rodriguez
- Musique : John Debney et Robert Rodriguez
  - Musiques additionnelles : Marc Bonilla et George Oldziey
  - Orchestration : Brad Dechter, Christopher Klatman, Jon Kull, Don Nemitz et George Oldziey
  - Montage musical : Ramiro Belgardt et Thomas A. Carlson
- Direction artistique : John Frick et Ed Vega
- Décors : Robert Rodriguez
- Costumes : Graciela Mazón
- Maquillage : Troy Breeding
- Coiffure : Melissa Forney
- Photographie : Robert Rodriguez
- Son : Dean Beville, Hanna Makowska, Sergio Reyes, Robert Rodriguez, Michael Semanick
- Montage : Robert Rodriguez
- Production : Elizabeth Avellan et Robert Rodriguez
  - Production exécutive : Bill Scott
  - Production déléguée : Bob Weinstein et Harvey Weinstein
- Sociétés de production : Troublemaker Studios, présenté par Dimension Films
- Sociétés de distribution : Miramax (Monde) ; Dimension Films et Buena Vista Pictures (États-Unis) ; Gaumont Buena Vista International (France) ; Kinepolis Film Distribution (Belgique) ; Ascot Elite Entertainment Group (Suisse romande)
- Budget : 30 millions de $[2] ; 38 millions de $[3]
- Pays de production :  États-Unis
- Langue originale : anglais
- Format : couleur - 35 mm / Digital - 1,85:1 (Panavision) - son DTS / Dolby Digital / SDDS
- Genre : action, aventure, comédie, science-fiction, espionnage
- Durée : 100 minutes
- Dates de sortie[4] :
  - États-Unis, Québec : 7 août 2002[1]
  - France, Suisse romande : 1er janvier 2003[5],[6]
  - Belgique : 15 janvier 2003[7]
- Classification :
  - États-Unis : des scènes peuvent heurter les enfants - accord parental souhaitable (PG - Parental Guidance Suggested)[N 1]
  - France : tous publics (conseillé à partir de 8 ans)[5],[8]
  - Belgique : tous publics (jeune public) (Alle Leeftijden)[7]
  - Suisse romande : interdit aux moins de 7 ans[9]
  - Québec : tous publics (G - General Rating)[1]

## Distribution
- Antonio Banderas (VF : Bernard Gabay ; VQ : Luis de Cespedes) : Gregorio Cortez
- Carla Gugino (VF : Odile Cohen ; VQ : Camille Cyr-Desmarais) : Ingrid Cortez
- Alexa Vega (VF : Marie Charlotte Dutot ; VQ : Claudia-Laurie Corbeil) : Carmen Cortez
- Daryl Sabara (VF : Pierre-Augustin Crenn ; VQ : Xavier Dolan) : Juni Cortez
- Steve Buscemi (VF : Laurent Rey ; VQ : François Sasseville) : Romero
- Mike Judge (VF : Jean-Philippe Puymartin ; VQ : Jean-Luc Montminy) : Donnagon Giggles
- Danny Trejo (VQ : Manuel Tadros) : Isador « Machete » Cortez
- Cheech Marin (VQ : Hubert Gagnon) : Felix Gumm
- Matt O'Leary (VF : François Bérard ; VQ : Sébastien François-Reding) : Gary Giggles
- Emily Osment (VF : Camille Donda ; VQ : Geneviève Déry) : Gerti Giggles
- Ricardo Montalban (VF : Vania Vilers ; VQ : Claude Préfontaine) : Grand-père
- Holland Taylor (VF : Annick Le Goff ; VQ : Anne Caron) : Grand-mère
- Alan Cumming (VQ : Gilbert Lachance) : Fegan Floop
- Taylor Momsen (VF : Louise Morel ; VQ : Juillette Mondoux) : Alexandra, la fille du président
- Tony Shalhoub (VQ : François L'Écuyer) : Alexander Minion
- Christopher McDonald (VQ : Mario Desmarais) : le Président des États-Unis
- Bill Paxton (VF : Philippe Vincent ; VQ : Daniel Picard) : Dinky Winks (Pat le roi de l’épate en VF)

## Production

### Genèse du projet
Après le succès du premier Spy Kids, et ses 112 millions de dollars de recettes, Robert Robriguez et le studio ont tout de suite voulu un second film.

« Le succès du premier film m'a rassuré. Le public a apprécié ce que j'avais imaginé. Cette fois-ci, j'ai eu tous les moyens pour concrétiser mes envies et pousser l'histoire au bout de sa logique. »

— Robert Rodriguez

### Attribution des rôles
La plupart des acteurs du 1er film reviennent ici. Antonio Banderas collabore ainsi pour la 4e fois avec Rodriguez, après Desperado (1995), Four Rooms (1995) et Spy Kids (2001).
Steve Buscemi retrouve également le réalisateur après Desperado. Danny Trejo tourne son 4e film avec lui, après Desperado (1995), Une nuit en enfer (1996) et Spy Kids (2001).
Ce film marque le retour au cinéma de Ricardo Montalbán. S'il officiait régulièrement à la télévision, l'acteur n'avait plus tourné de films depuis Y a-t-il un flic pour sauver la reine ? sorti en 1988.
Le réalisareur Richard Linklater et sa fille Lorelei Linklater apparaissent en caméo dans la scène du banquet de l'OSS.

### Tournage
Une fois de plus, Robert Rodriguez occupe sur le tournage de ce film de nombreux postes : réalisateur, scénariste, producteur, directeur de la photographie, chef décorateur, chef monteur, superviseur des effets visuels, ingénieur du son, mixeur du son et compositeur :

« Je me suis lancé dans le cinéma parce que j'avais beaucoup de passions et d'activités étant enfant. J'aimais la photo, le dessin, la musique, la sculpture... Le cinéma représentait pour moi une immersion totale dans la créativité et la possibilité de tout relier. Quand je suis arrivé à Hollywood, je n'aurais voulu pour rien au monde abandonner quoi que ce soit. J'ai continué à faire mes films à gros budget avec la mentalité d'un artisan. »

— Robert Rodriguez
Outre cela, le réalisateur a utilisé pour la première fois des caméras numériques haute définition pour tout le film, :

« Non seulement elles permettent d'accélérer la phase de production, mais elles rendent tout plus immédiat et plus indépendant de la technique. Cette technologie libère la création. Un autre avantage avec la haute définition est que l'on voit exactement ce que l'on verra sur l'écran, et que les acteurs peuvent proposer immédiatement autre chose en voyant ce qu'ils ont donné. »

— Robert Rodriguez
Rodriguez a cependant voulu donner à son film une touche artisanale et humaine.

« Je voulais que cet épisode ait quelque chose de spécial. J'ai opté pour une approche "fait main". Même si je me suis servi de toutes les techniques de pointe disponibles, je l'ai fait avec un esprit artisan bricoleur qui évite au film un côté lisse, industriel. (...) Je voulais être aussi libre qu'un enfant qui construit son propre rêve avec ses jouets... »

— Robert Rodriguez
Lieux de tournage
- États-Unis
  -  Texas : Austin (en studio, Capitole de l'État du Texas), San Antonio, Six Flags Over Texas à Arlington, Johnson City
- Costa Rica : lac Arenal, Manuel Antonio

## Bande originale
Bandes originales par Robert Rodriguez
Spy Kids
(2001) Spy Kids 3 : Mission 3D
(2003)
La bande originale a été composée par John Debney et Robert Rodriguez et interprétée par l'Orchestre Philharmonique du Texas. Les acteurs du film Alan Cumming et Alexa Vega chantent chacun une chanson.
On peut également entendre la chanson du premier Aye Como Spy de Los Lobos, adaptée de Oye cómo va de Tito Puente.
Liste des titres
1. The Juggler
2. Spy Ballet
3. Magna Men
4. Treehouse
5. R.A.L.P.H.
6. Floop's Dream (interprété par Alan Cumming)
7. Escape from DragonSpy
8. SpyParents
9. Island of Lost Dreams
10. Donnagon's Big Office / The Giggles
11. Mysterious Volcano Island
12. Romero's Zoo Too
13. Mothership / SpyGrandparents
14. Magna Racers
15. Aztec Treasure Room
16. Skeletons
17. Creature Battle
18. Romero's Creatures / SpyBeach
19. SpyDad vs. SpyDad / Romero's Gift
20. Isle of Dreams (interprété par Alexa Vega)

## Accueil

### Accueil critique
Comme son prédécesseur, le film reçoit des critiques plutôt positives. Sur l'agrégateur américain Rotten Tomatoes, il récolte 75% d'opinions favorables pour 136 critiques et une note moyenne de 6,63⁄10. Sur Metacritic, il obtient une note moyenne de 66⁄100 pour 29 critiques.
En France, le film obtient une note moyenne de 3,7⁄5 sur le site AlloCiné, qui recense 9 titres de presse.

### Box-office
| Pays ou région    | Box-office      | Date d'arrêt du box-office | Nombre de semaines |
| ----------------- | --------------- | -------------------------- | ------------------ |
| États-Unis Canada | 85 846 429 $    | 9 janvier 2003             | 23                 |
| France            | 438 820 entrées |                            |                    |
| Total mondial     | 119 723 358 $   | -                          | -                  |

## Distinctions
Source : Internet Movie Database

### Récompenses
2003
- ASCAP Film and Television Music Awards : ASCAP Award des meilleurs films au box-office pour John Debney et Robert Rodriguez
- Imagen Foundation Awards : Imagen Award du meilleur réalisateur (étranger ou national) pour Robert Rodriguez
- Young Artist Awards : Young Artist Award de la meilleure jeune actrice dans un long métrage pour Alexa PenaVega

### Nominations
2003
- Golden Trailer Awards : meilleure bande-annonce d’un film d’animation ou familial
- Young Artist Awards :
  - Meilleur film fantastique
  - Meilleure jeune actrice de dix ans ou moins dans un film pour Emily Osment

## Clins d'œil
- Le nom complet de Juni est Juni Rocket Racer Rebel Cortez. Rocket, Racer et Rebel sont les prénoms des fils du réalisateur[11].
- L'un des objets en or que Carmen voit dans la chambre des trésors rappelle l'idôle du film Les Aventuriers de l'arche perdue[11].
- Quand Gary lance à Juni « Thanks for the update, carrot top! », il s'agit d'une allusion à l'acteur roux Scott Thompson, surnommé Carrot Top[11].